# Molières (Tarn-et-Garonne)
Molières je francouzská obec v departementu Tarn-et-Garonne v regionu Okcitánie. V roce 2013 zde žilo 1 245 obyvatel.

## Poloha obce
Obec leží u hranic departementu Tarn-et-Garonne s departementem Lot.
Sousední obce jsou: Auty, Castelnau-Montratier (Lot), Labarthe, Mirabel, Montfermier, Montpezat-de-Quercy, Puycornet a Saint-Vincent-d'Autéjac.

## Vývoj počtu obyvatel
Počet obyvatel